# A szerelem hidegebb a halálnál
A szerelem hidegebb a halálnál (eredeti cím: Liebe ist kälter als der Tod) Rainer Werner Fassbinder német rendező 1969-es filmje. A rendező filmjét mások mellett Claude Chabrolnak, Éric Rohmernek és Jean-Marie Straubnak ajánlotta.

## Cselekménye
A film egy bűnszervezet helyiségeiben kezdődik, ahol fogva tartják Franzot, a kisstílű bűnözőt, és veréssel próbálják rávenni, hogy dolgozzon a Szindikátusnak. Franz nem vállalja. Fogva tartása során megismerkedik Brunóval, a gengszterrel, akit elhív magához Münchenbe. Bruno megérkezik Franzhoz, aki prostituált szerelmével, Johannával él együtt. Johanna szereti Franzot, nyugodt, családi életre vágyik vele. Franz nem mer kimenni az utcára, mert egy török keresi, aki bosszút akar állni rajta. Bruno javaslatára megkeresik a törököt, akit a gengszter lelő. Bruno több embert, köztük egy fegyverkereskedőt, egy rendőrt és Johanna egyik kuncsaftját is megöli. Franz Bruno iránt érzett barátságában még Johannán is osztozik a gengszterrel. A hármas egy rablótámadást tervez. Az előkészületek során Bruno, akit talán a Szindikátus küldött Franz után, megbízást ad Johanna megölésére, de a nő – Franz és Bruno barátsága miatti féltékenységében – feljelenti őt a rendőrségen, és a bank előtt várakozó nyomozók agyonlövik a gengsztert. Franz és Johanna elmenekül.

## Homoszexualitás
Fassbinder nyíltan vállalta homoszexualitását, és ez a motívum számos filmjében megjelent. A rendező egy interjúban elismerte, hogy Franz és Bruno barátságában is megjelenik ez az elem. Ez a részletesebben ki nem fejtett, de újra és újra felsejlő motívum a film talán legfontosabb témája, amely magyarázatot ad a három főszereplő cselekedeteire.

## Szereposztás
- Franz (Rainer Werner Fassbinder)
- Bruno (Ulli Lommel)
- Johanna (Hanna Schygulla)